# Џермантаун (Тенеси)
Џермантаун (енгл. Germantown) град је у америчкој савезној држави Тенеси.

## Демографија
По попису из 2010. године број становника је 38.844, што је 1.496 (4,0%) становника више него 2000. године.
| Група             | 2000.          | 2010.          |
| Белци             | 34.389 (92,1%) | 34.233 (88,1%) |
| Афроамериканци    | 869 (2,3%)     | 1.387 (3,6%)   |
| Азијати           | 1.306 (3,5%)   | 2.002 (5,2%)   |
| Хиспаноамериканци | 407 (1,1%)     | 733 (1,9%)     |
| Укупно            | 37.348         | 38.844         |